# فرودگاه کالایمیو
فرودگاه کالایمیو (به انگلیسی: Kalaymyo Airport) یک فرودگاه همگانی با کد یاتا KMV است که یک باند فرود آسفالت دارد و طول باند آن ۱۶۷۷ متر است. این فرودگاه در کشور میانمار قرار دارد و در ارتفاع ۱۵۲ متری از سطح دریا واقع شده است.

## شرکت‌های هواپیمایی و مقصدهای پروازی
| شرکت‌های هواپیمایی         | مقصدهای پروازی   | Route    |
| ------------------------- | ---------------- | -------- |
| Asian Wings Airways       | ماندالای، یانگون | Domestic |
| Myanmar National Airlines | ماندالای، یانگون | Domestic |